# Tina Holmes
Tina Holmes (nascida em 1973 em Nova Iorque) é uma atriz americana de televisão e cinema.

## Primeiros anos
Holmes cresceu em Nova Iorque e Connecticut. Frequentou a Universidade Yale por dois anos e em seguida se mudou para Paris, França, para estudar literatura francesa na Sorbonne. Após retornar para os Estados Unidos, Holmes entrou para a Universidade Brown, onde obteve seu Bachelor of Arts Licenciado em Literatura Comparada. Após graduar em Brown, Holmes voltou a Paris para servir como assistente de pesquisa em um documentário sobre o famoso romancista, poeta e dramaturgo Jean Genet. Ela também passou um tempo na Universidade Federal de Pernambuco no Brasil.

## Cinema
Holmes estudou cultura e literatura brasileira e foi uma estagiária na empresa de produção, Good Machine. Ela então trabalhou para o famoso fotógrafo Bruce Weber como gerente de produção em seu documentário sobre o ator Robert Mitchum. Voidstrutter, Holmes ' vídeo da música da companhia, tem produzido vídeos de música para Aphex Twin, Blonde Redhead e Pavement. Holmes ensinou vídeo para crianças da Sidewalks of New York, um programa pós-escolar para crianças em abrigos. Holmes produziu e dirigiu o curta-metragem documentário, você não é ninguém até que alguém te ama em que as mulheres na década de 80 e 90, compartilharam suas experiências e ofereceram conselhos sobre o amor. Depois de dirigir o trabalho de produção, Holmes decidiu iniciar sua carreira de atriz.

## Carreira
Holmes começou sua carreira de atriz de cinema em 1998 em Edge of Seventeen, fazendo o papel da protagonista de Maggie. Ela seguiu atuando nos filmes 30 Days em 1999, Prince of Central Park em 2000, Seven and a Match em 2003, Pretty Persuasion, em 2005, e Shelter em 2007. Holmes também tem sido destaque em várias séries de televisão, como 24, House MD, Law & Order: Special Victims Unit, Invasion, CSI: Crime Scene Investigation, Third Watch, Cold Case, Prison Break, Taken e em um periódico papel como Maggie Sibley na série da HBO Six Feet Under, durante o final e quinta temporada. Ela também atuou como Moira em Persons Unknown da NBC.